# 角鹿国造
角鹿国造（つぬがのくにのみやつこ・つぬがこくぞう・つのがのくにのみやつこ・つのがこくぞう）は角鹿国（律令国の越前国南部）を支配した国造。

## 概要

### 祖先
- 『先代旧事本紀』「国造本紀」には、成務天皇の時代、建功狭日命を角鹿国造に定めたとある。
- 『古事記』の孝霊天皇段に日子刺肩別命は角鹿海人直の祖と記されている。

### 氏族
角鹿氏（つぬがうじ/つのがうじ、姓は直）。後に朝臣を称する。後に本姓は角鹿、苗字を島（嶋とも記す）とした。国造家は後に敦賀郡大領を務め、気比神宮の禰宜を兼任した。

## 本拠
国造の本拠は現在の敦賀市。

### 支配領域
国造の支配領域は当時角鹿国と呼ばれた地域、後の越前国敦賀郡、現在の福井県敦賀市、越前町、南越前町近辺に当たる。

## 氏神
国造の氏神は旧敦賀郡に鎮座する越前国一宮の氣比神宮。

### 関連神社
角鹿家・島家の祖である建功狭日命を祀る氣比神宮の摂社・角鹿神社の本来の祭神とされる。建功狭日命は『日本書紀』の応神天皇紀に登場する敦賀地名の由来となった都怒我阿羅斯等（つぬがあらしと）の20代の孫とも伝えられている。
- 中郷古墳群
4世紀～6世紀に築かれた古墳群で、多数の前方後円墳や円墳で構成されている。
- 立洞2号墳
全長24.5メートルの帆立貝式古墳で、4世紀末から5世紀初頭の築造。

## 子孫
明治まで気比神宮の社家八家の内の一家であり、角鹿姓は島家のみである。
- 角鹿（島）教實（しまのりざね）
戦国武将。元亀元年に天筒山の戦いで戦死。
- 角鹿（島）計富（しまかずとみ）
『気比俗談』の著者。氣比神社大祝。
- 島房男（しまふさお）
医師。

明治以降に島家は官制下で神職をやめ、現在、角鹿国造家を継承しているのは島家の分家である旧萬性院家（角鹿家）が奉仕する福井県丹生郡越前町気比庄に鎮座する氣比神社の社家であり、唯一同族が社家として残っている 。
- 角鹿尚計（つのがなおかづ）
氣比庄・氣比神社宮司・福井市立郷土歴史博物館長・筆名・足立尚計。